# Розвадовский, Ян Михал
Ян Ми́хал Розвадо́вский (пол. Jan Michał Rozwadowski; 7 декабря 1867, Чарна, близ г. Тарнув — 13 марта 1935, Варшава) — польский лингвист, профессор индоевропейских языков в Краковском Ягеллонском университете.

## Биография
Сын Юлиуша Розвадовского (инженера, начальника станции Чарна) и Целестины, урождённой Рожанской. Брат художника Зигмунта Розвадовского.
В 1877—1885 годах ходил в гимназию св. Анны в Кракове, в 1885—1889 годах учился классической филологии в Ягеллонском университете.
Иностранный член-корреспондент Петербургской Академии наук (1911; Австро-Венгрия).
Являлся одним из основателей и первым председателем Общества любителей польского языка, созданного в Кракове в 1920 году.
В 1925 году был избран первым председателем Польского языковедческого общества (1925—1928).

## Основные работы
- «Universitas linguarum Litvaniae» (Краков), 1896);
- «Quaestiones grammaticae et etymologicae» (ib., 1897—99);
- «Mapa języka litewskiego w gub. Wileńskiej» (ib., 1901);
- «Szkic wymowy (fonetyki) polskiej» (ib., 1901);
- «De morte prologus i żale konającego» (ib., 1903);
- «Język rękopismiennej reguly zeńskich klasztorów z r. 1540» (ib., 1903);
- «Semazjologia czyli nauka o rozwoju znaczeń wyrazów» (Львов, 1903).